# Sphagnum amazonicum
Sphagnum amazonicum là một loài rêu trong họ Sphagnaceae. Loài này được H.A. Crum & W.R. Buck mô tả khoa học đầu tiên năm 1992.